# Associazione nazionale per gli interessi del Mezzogiorno d'Italia
L' Associazione nazionale per gli interessi del Mezzogiorno d'Italia (Association nationale pour les intérêts du sud de l'Italie) (ANIMI), est une association fondée en 1910 par Leopoldo Franchetti et Giustino Fortunato pour défendre les droits sociaux des régions du sud de l'Italie.
Le siège de l'association est situé Piazza Paganica, dans le centre historique de Rome.

## Histoire
L'association est fondée en 1910 par Leopoldo Franchetti et Giustino Fortunato. Pasquale Villari en est alors nommé Président. Après la mort de Villari, Fortunato reprend le poste de Président d'honneur, qu'il conserve jusqu'à sa mort.
Dès 1911, l'association est reconnue personne morale et parvient à impliquer tous les principaux représentants portant une grande attention à la question méridionale, tels que Gaetano Salvemini, Benedetto Croce, Lucio Lombardo Radice, Umberto Zanotti Bianco, Francesco Compagna, Rosario Romeo, Manlio Rossi Doria ou Michele Cifarelli.
L'association s'engage dans la lutte contre l'analphabétisme et est à l'origine de la fondation de plus de 1 500 écoles pour enfants et adultes analphabètes mais, après la Seconde Guerre mondiale, concentre ses activités sur le culturel.
Elle publie depuis 1931 la revue Archivio storico per la Calabria e la Lucania (it).
L'Association est responsable pour la maison d'édition Rubbettino de la Collezione di Studi Meridionali (collection études mériodionales), commencée par Umberto Zanotti Bianco.